# Districte de Leova
El districte de Leova (en romanès Raionul Leova) és una de les divisions administratives de la República de Moldàvia. La capital és Iargara. L'u de gener de 2005, la població era de 51.100 habitants.